# الدوري الإنجليزي لكرة القدم 1950–51
الدوري الإنجليزي لكرة القدم 1950–51 (بالإنجليزية: 1950–51 Football League)‏ هو موسم من دوري كرة القدم الإنجليزي. فاز فيه توتنهام هوتسبير.